# Louisburg (Kansas)
Louisburg – miasto w Stanach Zjednoczonych, w stanie Kansas, w hrabstwie Miami.